# Кобенцль, Иоганн Карл Филипп фон
Иоганн Карл Филипп фон Кобенцль (нем. Johann Karl Philipp Graf Cobenzl, 1712—1770) — граф, австрийский политический и государственный деятель, дипломат.
Родился 21 июля 1712 года в Лайбахе (совр. Любляна), третий сын главного императорского камергера Иоганна Каспара II графа Кобенцля.
На австрийскую дипломатическую службу поступил ещё совсем молодым человеком, в 1730 году назначен камергером императора Карла VI, в 1735 году стал членом Государственного совета, а в 1746 году вошел в состав Тайного совета и занимал должности министра Верхнерейнского, Франконского, Швабского и Вестфальского имперских округов.
В 1753 году Кобенцль был назначен полномочным министром в Австрийских Нидерландах, руководил гражданской администрацией при Карле Александре Лотарингском.
Кобенцль был одним из крупнейших коллекционеров искусства в Европе, в его собрании были такие выдающиеся произведения живописи как «Отцелюбие римлянки» и «Венера и Адонис» Рубенса, «Мотальщица» Герарда Доу, «Семейный портрет» Ван Дейка и многие другие. Это собрание в 1768 году (68 картин и более 5000 рисунков и гравюр) было приобретено князем Д. А. Голицыным для императрицы Екатерины II и тем самым легло в основу собрания будущего Эрмитажа.
В 1769 году он основал в Брюсселе Литературное общество, которое (уже после смерти Кобенцля) в 1772 году было преобразовано в Академию наук и изобразительных искусств Бельгии.
Кобенцль скончался 27 января 1770 года в Брюсселе. У него было десять детей, в их числе — Людвиг фон Кобенцль, который в эпоху Наполеоновских войн был министром иностранных дел Австрийской империи.

## Награды
- орден Золотого Руна (1759 год).
- Большой Крест Королевского венгерского ордена Святого Стефана